# Kevin Starr

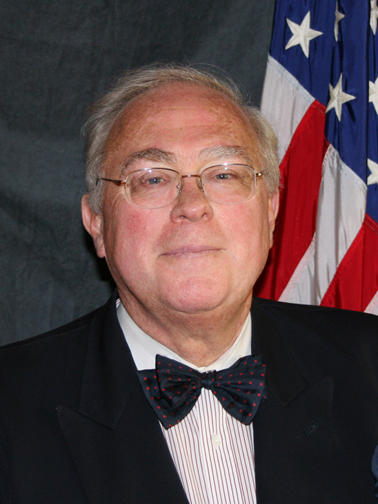
Kevin Starr

Kevin Starr (San Francisco, 3 september 1940 – aldaar, 14 januari 2017) was een Amerikaans historicus, bekend om zijn werken over de geschiedenis van de staat Californië.

## Biografie
Kevin Starr werd in 1940 in San Francisco geboren. Hij behaalde zijn Bachelor of Arts in Engels in 1962 aan de Universiteit van San Francisco. Van 1962 tot 1964 was hij luitenant in het Amerikaans leger in West-Duitsland. In 1965 behaalde Starr een masterdiploma en in 1969 een doctoraat in de Amerikaanse literatuur aan Harvard. Tot 1973 doceerde hij in dat vakgebied.
In 1974 verhuisde Kevin Starr terug naar Californië. Van 1974 tot 1989 was hij hoogleraar en gastprofessor aan verschillende universiteiten, waaronder UC Berkeley, UC Berkeley, UC Davis, UC Riverside, Santa Clara University, de Universiteit van San Francisco en Stanford. In 1989 werd Starr professor planologie en regionale ontwikkeling aan de University of Southern California. In 1998 werd hij daar professor geschiedenis. Starr was de California State Librarian van 1994 tot 1 april 2004, toen gouverneur Arnold Schwarzenegger hem het emeritaat gaf.
Kevin Starr is de auteur van een boekenreeks over de geschiedenis van de staat Californië. Het eerste deel, Americans and the California Dream, 1850-1915, kwam uit in 1973. Het meest recente deel, Golden Dreams: California in an Age of Abundance, 1950-1963, won de Los Angeles Times Book Prize voor geschiedenis in 2009.
In 2006 verkreeg hij het lidmaatschap van het College of Fellows van de Dominican School of Philosophy and Theology in Berkeley. In november 2006 ontving Starr de National Humanities Medal uit de handen van president George W. Bush. Vier jaar later werd Starrs naam toegevoegd aan de California Hall of Fame door gouverneur Schwarzenegger en Maria Shriver. In 2012 ontving Starr The Robert Kirsch Award van de Los Angeles Times.
Starr overleed op 76-jarige leeftijd aan een hartaanval.